# Centrale nucléaire de Fangjashan
La centrale nucléaire de Fangjiashan est située dans la province de Zhejiang au sud de Shanghai en Chine, à 500 mètres de la centrale nucléaire de Qinshan.
Cette centrale comporte deux réacteurs à eau pressurisée d'une puissance nette unitaire de 1000 mégawatts. Le premier réacteur, FANGJIASHAN-1, est mis en service commercial le 15 décembre 2014, tandis que le second, FANGJIASHAN-2, le 12 février 2015.